# Bøffen og Bananen
Bøffen og Bananen er en dansk stumfilm fra 1913 produceret af Kinografen efter manuskript af Edvard Jacobsen. Filmens instruktør er ukendt. 
Filmen havde dansk premiere den 14. august 1913 i Kinografens egen biograf på Frederiksberggade i København.

## Handling
Denne artikel mangler et handlingsreferat. Hjælp os med at skrive det.

## Medvirkende
- Holger Pedersen
- Gunnar Helsengreen
- Carl Schenstrøm